# Jagakarsa (Dżakarta Południowa)
Jagakarsa – dzielnica Dżakarty Południowej. Zamieszkuje ją 242 714 osób.

## Podział
W skład dzielnicy wchodzi sześć gmin (kelurahan):
- Tanjung Barat – kod pocztowy 12530
- Lenteng Agung – kod pocztowy 12610
- Jagakarsa – kod pocztowy 12620
- Ciganjur – kod pocztowy 12630
- Srengseng Sawah – kod pocztowy 12640
- Cipedak – kod pocztowy 12630